# 리미트리스 (영화)
《리미트리스》(영어: Limitless)는 2011년 개봉한 미국의 SF 스릴러 영화이다. 닐 버거가 감독하고 레슬리 딕슨이 각본을 썼다. 앨런 글린의 소설 The Dark Fields을 기반으로 한다. 이 영화에는 브래들리 쿠퍼, 애비 코니시, 로버트 드 니로, 앤드류 하워드와 애나 프리얼가 출연한다. 영화는 에드워드 모라, NZT-48이라는 약물에 소개 된 고뇌한 작가의 뒤를 그리며, NZT-48은 그의 두뇌를 최대한 활용하고 자신의 라이프 스타일을 크게 향상시킬 수있는 능력을 부여 받는다.
이 영화는 2011년 3월 18일에 개봉되어 2,700만 달러의 제작비 예산으로 1억 6천 1백만 달러를 벌어 들여 흥행에 성공했다. 2015년 9월 22일에는 영화 후에 일어나는 사건들을 다룬 동명의 텔레비전 시리즈가 방영되었고, 한 시즌 후에 방영이 취소되었다.

## 줄거리
에디 모라(브래들리 쿠퍼)는 마감 날짜가 다가오지만 한 글자도 쓰지 못한 무능력한 작가로 애인 린디(애비 코니쉬)에게도 버림 받으며 찌질한 하루하루를 보낸다. 우연히 만난 전처의 동생이 준 신약 NZT 한 알을 복용한 그는 순간 뇌의 기능이 100% 가동, 그의 인생은 하루 아침에 바뀌어 버린다. 이제 그의 모든 신경은 잠에서 깨어 활동하기 시작한다. 보고 들은 것은 모두 기억하고 하루에 한 개의 외국어를 습득하며 아무리 복잡한 수학공식이라도 순식간에 풀어버린다. 또한 레슨 하루면 피아노 연주도 수준급이고 소설책 한 권도 후딱 써버리며 무한 체력을 갖게 되고 게다가 사람들의 마음을 사로잡는 것 역시 너무 간단해져 버린 그는 검증되지 않은 이 약을 계속 먹으며 능력을 지속해 가고 곧 주식 투자로 수백만 달러를 벌어들인다. 그의 활약을 지켜보던 거물 칼 밴 룬(로버트 드니로)은 역사상 가장 큰 기업합병을 도와달라고 제의하지만 남아있는 신약을 얻기 위한 사람들이 나타나면서 에디는 위험에 처하게 되고 신약의 치명적인 부작용도 서서히 나타나기 시작한다. 이제 에디는 얼마 남지 않은 약이 다 떨어지기 전에 베일에 싸인 스토커와 적들을 물리쳐야 하는데...

## 출연
- 브래들리 쿠퍼 - 에드워드 "에디" 모라 역
- 로버트 드 니로 - 칼로스 "칼" 밴룬 역
- 애비 코니시 - 린디 역
- 애나 프리얼 - 멀리사 갠트 역
- 조니 휫워스 - 버넌 갠트 역
- 리처드 비킨스 - 헨리 "행크" 앳우드 역
- 로버트 존 버크 - 도널드 "돈" 피어스 역
- 토마스 아라나 - 맨 인 탄 코트 역
- T.V. 카피오 - 발레리 역
- 패트리시아 칼렘버 - 앳우드 부인 역
- 앤드류 하워드 - 겐나디 역
- 네드 아이젠버그 - 모리스 브랜트 역

## 같이 보기
- 영재
- 포스트휴먼